# Fossil
För andra betydelser, se Fossil (olika betydelser).

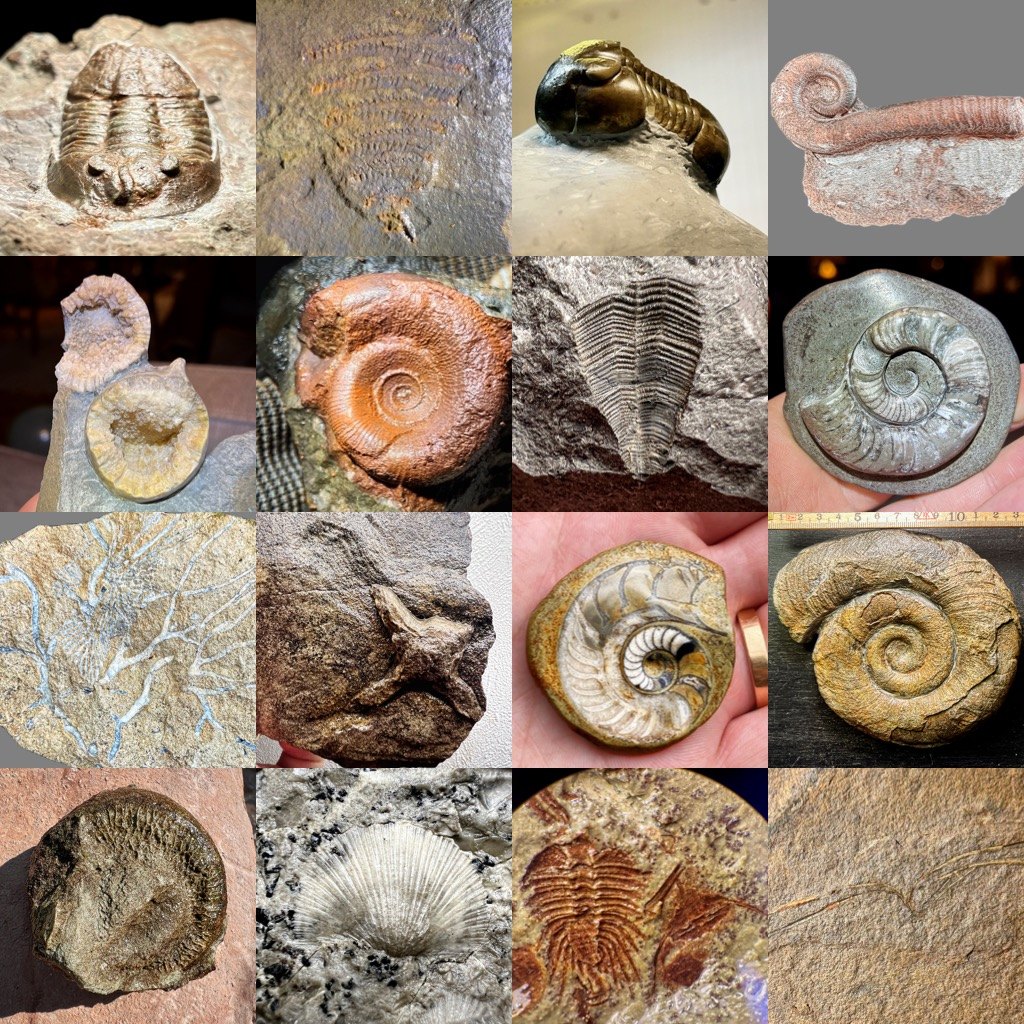
Kambriska, ordoviciska och siluriska fossil från Västergötland. Första raden, från vänster: 1. Ptychopyge sp. 2. Spirograptus sp. 3. Illaenus sp. 4. Trilacinoceras discors. Andra raden: 1. Echinosphaerites aurantium. 2. Gastropoda. 3. Conulariida. 4. Discoceras sp. inbäddad i mikrobiell matta. Tredje raden: 1. Bryozoa. 2 Spatangopsis. 3. Trocholites(?) sp. 4. Discoceras boreale. Fjärde raden: 1. Protolyellia. 2. Brachiopoda 3. Dindymene ornata and Ampyx sp. 4. Sphenothallus sp.

Fossil (av latin fossus, "uppgrävd") är djur- eller växtdelar som bevarats i typer av sediment eller sedimentära bergarter. En fossilisering kräver att växtdelarna och/eller det omgivande sedimentet mineraliseras. Fossilbildning eller förstening innebär alltså ett utbyte av substans, det vill säga en fysikalisk-kemisk omvandling av material.

## Tillkomst

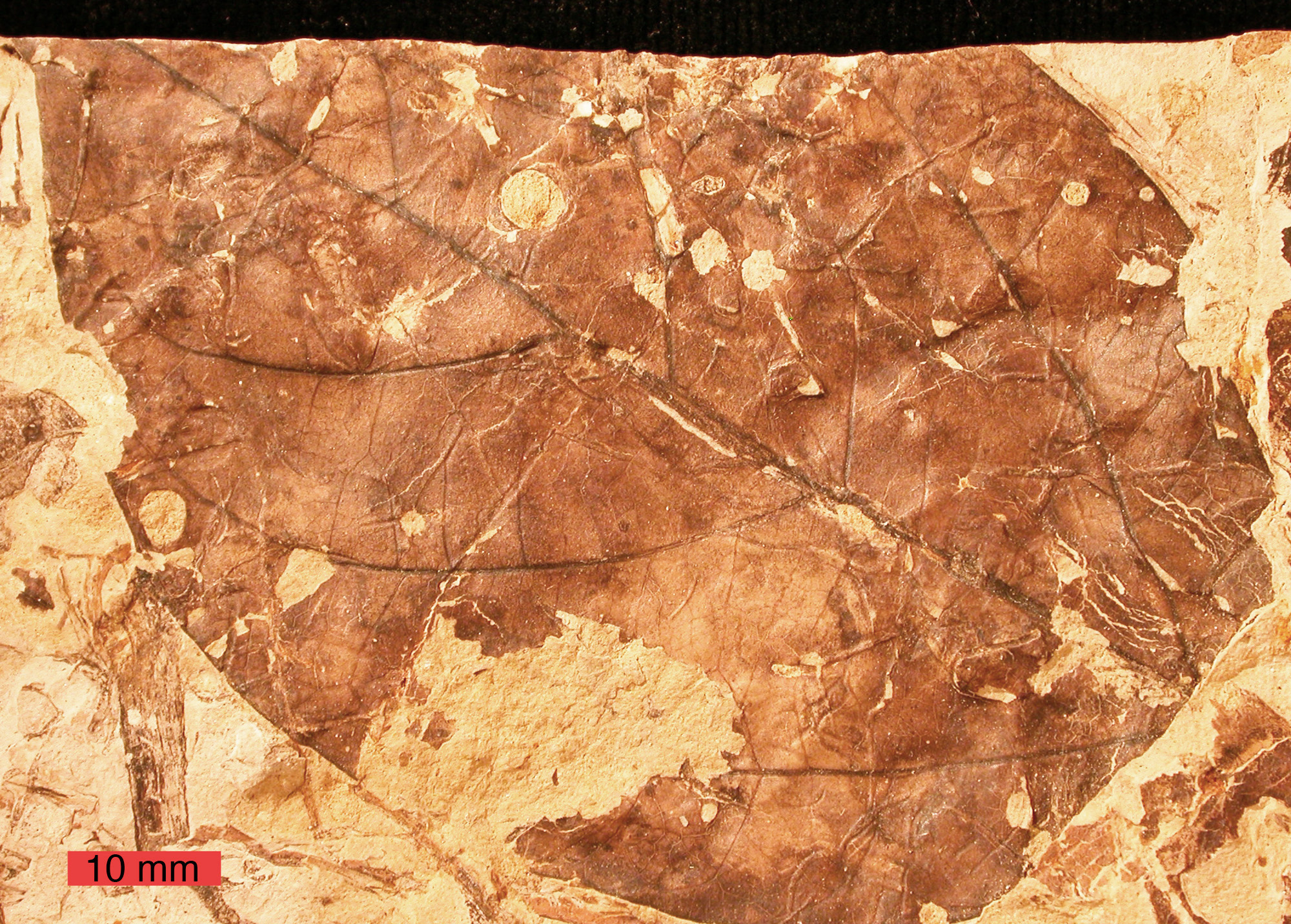
Ett fossilt löv av Viburnum lesquereuxii med spår av insektsangrepp; Dakota-sandsten (Krita) från Ellsworth County i Kansas. Skallinjalen mäter 10 mm.

Fossil kan tillkomma på flera olika sätt:
- Skalet eller benmaterialet kan vara fullständigt bevarat, inbäddad i mineraliserat sediment (alltså egentligen inget fossil).
- Fossilet är fullständigt upplöst, men har bevarats som ett avtryck i det mineraliserade sedimentet.
- Fossilet är fullständigt upplöst, och hålrummet efter detta har fyllts med material som sedan mineraliserats inuti det mineraliserade sedimentet.[1]

Endast mycket lite av det organiska materialet fossiliseras, och processen kräver ganska speciella förutsättningar där det organiska materialet bryts ned så långsamt att en mineralisering hinner inträffa. De är oftast de hårdaste delarna som blir fossil, till exempel tand-, skal- och skelettrester i djur. Hos växter kan sporer, frön och stammar fossiliseras och bilda växtfossil. De yngsta fossilen är omkring 10 000 år gamla. Yngre och endast delvis omvandlade fossil kallas ibland subfossil.
I Carl von Linnés systematiska indelning av stenriket klassades fossil som 'petrificerat'.
När endast spår efter en organism påträffas kallas detta för spårfossil. Det kan exempelvis vara kryp- och grävspår eller koproliter. Läran om spårfossil kallas för ichnologi, ej att förväxla med ichtyologi. Spårfossil har en egen taxonomisk indelning, helt skild ifrån den som klassificerar organismen som producerade spåret.
De äldsta fossilen på jorden är troligen cirka 3,7 miljarder år gamla lämningar efter stromatoliter. De påträffades 2016 på Grönland. Tidigare rekordnoteringar gällde 3,4 eller 3,5 miljarder år gamla fossil av encelliga, bakterieliknande organismer från Sydafrika eller Australien.
För att kunna avgöra hur gammalt ett fossil är kan man ta hjälp av berggrunden eller mätningar av radioaktivt sönderfall. Det vanligaste är dock att de dateras utifrån de sediment där de förekommer och deras kronologiska ordning i förhållande till kringliggande sediment. Genom att studera fossil från olika tidsåldrar kan man bland annat förstå tidigare ekosystem på jorden och klimatets påverkan på växter och djur. De som arbetar med fossil kallas för paleontologer.
Fossil är viktiga för bland annat paleontologin, då de visar hur livet kan ha sett ut en tidpunkt, hur livets utvecklats samt jordens klimathistoria.

## Mikrofossil
Mikrofossil är en gemensam benämning på fossil som man måste använda mikroskop för att studera. Exempel på mikrofossil är fossil från pollen, konodonter, akritarker, chitinozoer, foraminiferer, diatomeer och många musselkräftor (ostrakoder).

## Synen på fossil genom tiderna
Människan har i alla tider uppmärksammat fossiler och använt dem som lyckobringande amuletter och liknande, och de har blivit föremål för en rad myter och trosföreställningar. Under medeltiden avfärdades de ofta som exempel på naturens nycker eller som djävulens påfund, men mycket tidigt finns dokumenterat enstaka människors observationer rörande vissa fossilers likheter med levande arter. Leonardo da Vinci var den förste som i skrift framförde tanken att de skulle vara förstenade levande varelser. Nicolaus Steno studerade fossiliserade tänder av megalodon och kunde konstatera att de måste vara just hajtänder. Under 1600- och 1700-talet var fossil vanliga i naturaliesamlingar, tillsammans med andra ovanligt formade mineraler och pseudofossil. Tanken att de fossil som motsvarade kända arter var förstenade lämningar var vid den här tiden utbredd, man hade dock svårare att förklara de arter som inte hade någon motsvarighet i samtiden, bland annat trilobiterna. Carl von Linné företrädde åsikten att man kunde förvänta sig finna levande exemplar av dessa arter när man mer noggrant studerat djurlivet på jorden.
Först i slutet av 1700-talet kunde man fastställa att det fanns många fossilgrupper som saknade nutida representanter och alltså företrädde utdöda djur- och växtarter. Georges Cuvier utförde här ett pionjärarbete. Samtidigt hade man börjat ana att jordens ålder och den tid det funnits liv här var mycket längre än man tidigare föreställt sig. De som fortfarande trodde att fossil var lämningar efter djur som omkommit i syndafloden blev allt färre. I samband med detta dök även teorier om flera, på varandra följande syndafloder upp. Geologen William Smith visade att olika lager kännetecknades av specifika fossil och till och med kunde användas som riktlinjer för att datera avlagringarna. Grunden lades härigenom till biostratigrafin. Charles Darwins utvecklingslära kom senare att ge en förklaring till dessa fenomen, men fossil spelade en ganska obetydlig roll då Darwin utvecklade sin teori. I senare debatter om utvecklingsläran kom dock upptäckter av så kallade "felande länkar" att spela en central roll.